# جک برودریک

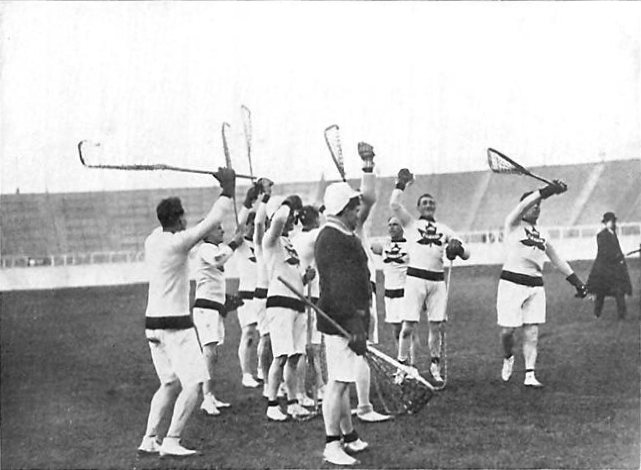
شادی بازیکنان لاکراس کانادا در المپیک تابستانی ۱۹۰۸

جک برودریک (انگلیسی: Jack Broderick; ۵ ژوئن ۱۸۷۷ – ۱۲ ژوئیهٔ ۱۹۵۷) بازیکن لاکراس اهل کانادا بود.